# Droits LGBT en Arménie

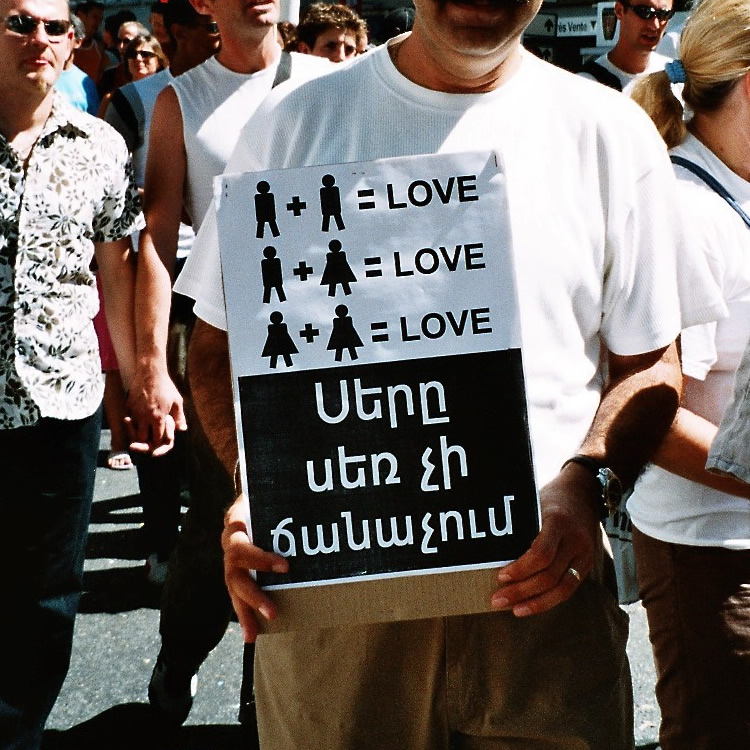
Un participant arménien à la Marche des Fiertés marseillaise de 2004 porte une pancarte « L'amour n'a pas de sexe ».

Les droits des personnes lesbiennes, gays, bisexuelles et transgenres en Arménie (arménien : Միասեռականների, երկսեռականների եվ փոխասեռականների իրավունքները Հայաստանում) restent encore à acquérir.
L'homosexualité est légale en Arménie depuis 2003. Cependant, la situation des personnes LGBT n'a pas beaucoup changé.
L'opinion publique au sujet de l'homosexualité n'a pas changé. De plus, il n'y a aucune protection légale pour les personnes LGBT dont les droits sont régulièrement violés,.
Beaucoup craignent la violence sur leur lieu de travail ou dans leur famille, et ne portent pas plainte pour violations de leurs droits ou pour crimes.

## Histoire
Les relations sexuelles entre personnes du même sexe semblent avoir été acceptées dans l'Arménie antique, sous l'influence des cultures hellénistique, perse et romaine. Après que le christianisme est devenu la religion officielle du royaume d'Arménie en 301, la perception populaire de l'homosexualité a évolué vers le rejet et des opinions négatives.
Quelques sources permettent de conclure que l'homosexualité était plus largement acceptée dans le passé. Le roi Pap d'Arménie est décrit comme participant à des orgies avec ses gardes.
C'est en Arménie qu'apparaît le paulicianisme. Les Pauliciens rejettent l'Ancien Testament, le baptême, et leurs contemporains les décrivent comme des hérétiques et des sodomites. L'impératrice Théodora de Macédoine fit tuer plus de cent mille Pauliciens en Arménie.
Après la chute de l'Empire ottoman et de l'Empire russe, la Première République d'Arménie est proclamée en mai 1918 et dure deux ans. Peu après l'invasion par l'Armée rouge en décembre 1920, la République socialiste soviétique d'Arménie est instaurée. En 1936, l'article anti-sodomie est introduit dans le code pénal pour punir les relations homosexuelles masculines. Malgré la répression judiciaire, de grands artistes ont exprimé leur homosexualité dans leur œuvre. Les poètes Vahan Tékéyan et Yéghiché Tcharents, et le réalisateur Sergueï Paradjanov figurent parmi les Arméniens LGBT les plus connus de l'ère soviétique[réf. à confirmer].

## Ancienne législation contre l'homosexualité
Entre 1920 et 1991, l'Arménie fait partie de l'URSS. Jusqu'en 2003, la législation suit la section 121 du code pénal de l'ancienne Union soviétique, qui criminalisait spécifiquement les relations anales entre les hommes. Le lesbianisme et les relations sexuelles sans pénétration entre hommes consentants n'étant pas explicitement mentionnés dans la loi en tant que crime. L'article 116, datant de 1936, donnait pour peine maximale cinq ans de prison[réf. nécessaire].
L'abolition de la loi anti-homosexualité ainsi que celle de la peine de mort font partie des conditions préalables à l'accès au Conseil de l'Europe en 2001. En décembre 2002, l'Assemblée nationale approuve le nouveau code pénal, duquel est retiré l'article contre l'homosexualité. Le 1er août 2003, le président Robert Kotcharian le ratifie, mettant fin à des décennies de répression des allosexuels. En 1996, sept personnes sont poursuivies en raison de leur homosexualité, quatre en 1997, selon le rapport 1999 d'Amnesty International sur l'Arménie, et quatre en 1999 , selon l'avis du Comité des affaires légales et des droits de l'homme du Conseil de l'Europe sur l'entrée de l'Arménie[réf. nécessaire].
En 2001, l'ONG locale « Helsinki Association » publie sur son site internet l'histoire d'un jeune homme de vingt ans, Hovik Minassian. En 1999, le jeune homme est condamné à trois mois de prison pour avoir eu des relations sexuelles avec un autre homme. Il est le dernier à être condamné à cause de l'article 116. Dans son témoignage, il dénonce les abus et les mauvais traitements de ses geôliers, mais aussi le juge corrompu qui a réduit sa peine contre un pot-de-vin de mille dollars américains. La médiatisation de cette affaire a donné lieu au premier « coming out » en Arménie[réf. nécessaire].

## Naissance d'un mouvement

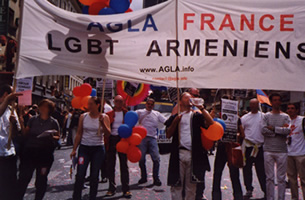
Les membres de la toute nouvelle Association des gays et lesbiennes arméniens de France défilent à la marche des fiertés de Paris, en juin 2002.

À la suite de l'abolition de la loi, on observe en Arménie des signes isolés de l'émergence d'un mouvement pour les droits des personnes LGBT. En octobre 2003, un groupe de 15 personnes LGBT s'est rassemblé à Erevan pour monter une organisation d'abord baptisée GLAG (Gay and Lesbian Armenian Group). Mais après plusieurs réunions, les participants échouent à atteindre leur but.
En automne 2004, le fondateur d'un groupe d'extrême-droite arménien déclare que des personnalités politiques arméniennes de premier plan sont homosexuelles, déclenchant des débats enflammés retransmis sur la chaîne de télévision publique. Les membres du Parlement affirment que tout membre qui se révélerait homosexuel devrait démissionner, une opinion partagée par le conseiller présidentiel pour la sécurité nationale.
En octobre 2004, l'Association des gays et lesbiennes arméniens de France (AGLA France) organise une manifestation et se poste devant l'ambassade d'Arménie à Paris pour dénoncer la campagne homophobe et le dénigrement des personnes LGBT par des législateurs et des médias arméniens. La lettre ouverte de l'association au président d'Arménie est publiée quelques jours plus tard dans le journal Haykakan Zhamanak.

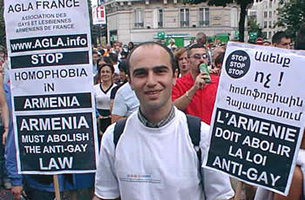
Les militants d'AGLA demandent au gouvernement arménien d'enlever l'article anti-homosexualité du code pénal du pays. Paris, France, juin 2002.

En 2005, soutenus par AGLA France, deux jeunes hommes d'Arménie ont participé à la conférence annuelle d'ILGA-Europe à Paris. Un an après, Menq/WFCE, la première ONG homosexuelle de lutte contre le sida, est enregistrée à Erevan. En 2007, Pink Armenia, une autre ONG, apparaît pour promouvoir la prise de conscience publique pour la prévention du VIH et d'autres IST, mais aussi pour lutter contre les discriminations fondées sur l'orientation sexuelle.

## Reconnaissance du mariage homosexuel
En 2006, un couple d'Arméniens gays de France a célébré une cérémonie de mariage informelle dans la cathédrale d'Etchmiadzin (Saint-Siège de l'Église apostolique arménienne). L'article publié sur ce mariage improvisé dans 168 Zham a suscité un scandale et l'indignation des médias conservateurs locaux, de politiciens et de responsables religieux.
Les unions civiles et les mariages homosexuels ne sont pas encore reconnus en Arménie, et leur question n'est pas à l'ordre du jour actuellement.

## Adoption
L'Arménie ne permet pas aux couples de même sexe d'adopter des enfants, et il n'y a pas de débat en cours pour modifier la législation.

## Loi contre les discriminations
Bien que l'Arménie soit la première nation de cette partie du monde à avoir adopté la déclaration des Nations unies sur l'orientation sexuelle et l'identité de genre en décembre 2008, il n'y a toujours pas de législation pour protéger les personnes LGBT des discriminations.

## Service militaire
D'après le Comité Helsinki des droits d'humain en Arménie, en 2004 un ordre interne du ministère de la défense a exclu de fait les non hétérosexuels des forces armées ; toujours d'après le Comité, en pratique, ces personnes sont envoyées pour « consultation » en institution médicale. Le ministère a démenti ces informations.

## Expression de l'identité de genre
Il n'y a pas d'information disponible sur les personnes transgenres en Arménie.

## Tableau récapitulatif
| Dépénalisation de l’homosexualité                                                   | Depuis 2003 |
| Majorité sexuelle identique à celle des hétérosexuels                               | Depuis 2003 |
| Interdiction des discours de haine contre les LGBT                                  | Non         |
| Interdiction de la discrimination liée à l'orientation sexuelle à l'embauche        | Non         |
| Interdiction de la discrimination liée à l'identité de genre dans tous les domaines | Non         |
| Mariage civil ou partenariat civil                                                  | Non         |
| Adoption conjointe dans les couples de personnes de même sexe                       | Non         |
| Adoption par les personnes homosexuelles célibataires                               | Non         |
| Droit pour les gays de servir dans l’armée                                          | Non         |
| Droit de changer légalement de genre (après stérilisation)                          | Non         |
| Gestation pour autrui pour les gays                                                 | Non         |
| Accès aux FIV pour les lesbiennes                                                   | Non         |
| Autorisation du don de sang pour les HSH                                            | Non         |